# 1984-es Formula–1 brazil nagydíj
A brazil nagydíj volt az 1984-es Formula–1 világbajnokság szezonnyitó futama.

## Futam
| Helyezés | #  | Versenyző          | Csapat/Motor      | Körök | Idő/Kiesés oka      | Rajthely | Pontszám |
| -------- | -- | ------------------ | ----------------- | ----- | ------------------- | -------- | -------- |
| 1        | 7  | Alain Prost        | McLaren-TAG       | 61    | 1:42:34,492         | 4        | 9        |
| 2        | 6  | Keke Rosberg       | Williams-Honda    | 61    | + 40,514            | 9        | 6        |
| 3        | 11 | Elio de Angelis    | Lotus-Renault     | 61    | + 59,128            | 1        | 4        |
| 4        | 23 | Eddie Cheever      | Alfa Romeo        | 60    | + 1 kör             | 13       | 3        |
| 5        | 15 | Patrick Tambay     | Renault           | 59    | Kifogyott üzemanyag | 8        | 2        |
| 6        | 18 | Thierry Boutsen    | Arrows-Ford       | 59    | + 2 kör             | 20       | 1        |
| 7        | 17 | Marc Surer         | Arrows-Ford       | 59    | + 2 kör             | 24       |          |
| 8        | 10 | Jonathan Palmer    | RAM-Hart          | 58    | + 3 kör             | 26       |          |
| Kizárva  | 3  | Martin Brundle     | Tyrrell-Ford      | 60    | Kizárva             | 18       |          |
| Kiesett  | 16 | Derek Warwick      | Renault           | 51    | felfüggesztés       | 3        |          |
| Kiesett  | 26 | Andrea de Cesaris  | Ligier-Renault    | 42    | Váltó               | 14       |          |
| Kiesett  | 22 | Riccardo Patrese   | Alfa Romeo        | 41    | Váltó               | 11       |          |
| Kiesett  | 8  | Niki Lauda         | McLaren-TAG       | 38    | Elektronika         | 6        |          |
| Kiesett  | 12 | Nigel Mansell      | Lotus-Renault     | 35    | Baleset             | 5        |          |
| Kiesett  | 1  | Nelson Piquet      | Brabham-BMW       | 32    | Motorhiba           | 7        |          |
| Kiesett  | 2  | Teo Fabi           | Brabham-BMW       | 32    | Turbó               | 15       |          |
| Kiesett  | 28 | René Arnoux        | Ferrari           | 30    | Akkumulátor         | 10       |          |
| Kiesett  | 24 | Piercarlo Ghinzani | Osella-Alfa Romeo | 28    | Váltó               | 21       |          |
| Kiesett  | 25 | François Hesnault  | Ligier-Renault    | 25    | Túlmelegedés        | 19       |          |
| Kiesett  | 9  | Philippe Alliot    | RAM-Hart          | 24    | Akkumulátor         | 25       |          |
| Kiesett  | 20 | Johnny Cecotto     | Toleman-Hart      | 18    | Turbó               | 17       |          |
| Kiesett  | 5  | Jacques Laffite    | Williams-Honda    | 15    | Elektronika         | 13       |          |
| Kiesett  | 27 | Michele Alboreto   | Ferrari           | 14    | Fékek               | 2        |          |
| Kiesett  | 21 | Mauro Baldi        | Spirit-Hart       | 12    | Elosztó             | 23       |          |
| Kizárva  | 4  | Stefan Bellof      | Tyrrell-Ford      | 11    | Kizárva             | 22       |          |
| Kiesett  | 19 | Ayrton Senna       | Toleman-Hart      | 8     | Turbó               | 16       |          |
| Kizárva  | 14 | Manfred Winkelhock | ATS-BMW           | 0     | Kizárva             |          |          |

## A világbajnokság élmezőnyének állása a verseny után
| H  | Versenyzők      | Pont | H  | Konstruktőrök  | Pont |
| -- | --------------- | ---- | -- | -------------- | ---- |
| 1. | Alain Prost     | 9    | 1. | McLaren-TAG    | 9    |
| 2. | Keke Rosberg    | 6    | 2. | Williams-Honda | 6    |
| 3. | Elio de Angelis | 4    | 3. | Lotus-Renault  | 4    |
| 4. | Eddie Cheever   | 3    | 4. | Alfa Romeo     | 3    |
| 5. | Patrick Tambay  | 2    | 5. | Renault        | 2    |

## Statisztikák
Vezető helyen:
- Michele Alboreto: 11 (1-11)
- Niki Lauda: 26 (12-37)
- Alain Prost: 12 (38 / 51-61)
- Derek Warwick: 12 (39-50)

Alain Prost 10. győzelme, 9. leggyorsabb köre, Elio de Angelis 2. pole-pozíciója.
- McLaren 31. győzelme.

Ayrton Senna, Gerhard Berger, Martin Brundle és Philippe Alliot első versenye.